# 熊沢寛道
熊沢 寛道（くまざわ ひろみち、1889年〈明治22年〉12月18日 - 1966年〈昭和41年〉6月11日）は、日本の皇位僭称者。大延天皇、または熊沢天皇（くまざわてんのう）の呼称で知られる。

## 自称天皇
戦前は皇位や皇族を僭称することは不敬罪として処罰対象であったが、GHQ体制下で取締りが弱くなった戦後の一時期、皇位継承者を自称する者たちが各地に出現し、世間の耳目を集めた。熊沢はこれら「自称天皇」の代表的存在である。
熊沢の主張によれば、熊沢家は熊野宮信雅王に始まる家で、信雅王は応仁の乱の際に「西陣南帝」と呼ばれた人物だとし、その父は南朝の後亀山天皇の孫とされる尊雅王（南天皇）であるとする。また、足利氏から帝位を追われ、応仁の乱の際に西軍の武将だった斯波氏が尾張国守護職をしており、宗良親王の末裔の大橋氏や、楠木氏ら南朝ゆかりの武将が多く住している尾張国時之島（愛知県一宮市）に隠れ住んだと述べている。
その姓は熊野宮の「熊」と奥州の地名・沢邑の「沢」をとって、熊沢姓を名乗ったとある。彼自身は分家からの養子だが、系図上は養父とともに後亀山天皇の実系の男系子孫ということになっている。

## 生涯
熊沢寛道は幼名を金三郎といい、「金さ」と呼ばれた。実父の弥三郎は農業を営んでおり、寛道は三男であった。愛知県内の小学校を卒業後、1910年（明治43年）に徴兵によって豊橋騎兵連隊に入伍し、1913年（大正2年）浄土宗西山派立専門学寮に入寮し、卒業後、聖峰中学校に通いつつ、浄土宗西山派の布教僧となったが、1931年（昭和6年）に還俗。同年に、名古屋市で洋品雑貨商を開業。
既に明治時代に南朝皇裔承認の請願を行っていた養父・熊沢大然（くまざわ ひろしか）より、「お前は南朝の子孫だ」と言い聞かされて育った。養父は自身が後亀山天皇の直系子孫だとして明治政府に上奏、戦前にも上奏したが、ことごとく無視されたという。
1920年（大正9年）、養父の死後、熊沢は南朝の天皇としてひそかに即位したとされる。養父の後を引き継ぎ、自分が天皇であるとして上申書を要人（近衛文麿、東條英機、荒木貞夫、徳富蘇峰など）や明治神宮に送り続けていた。また、熊沢は1935年（昭和10年）前後で、葛尾天皇らと共に福島県双葉郡浪江町・大堀村辺りで後南朝の埋蔵金発掘をしている。
1945年（昭和20年）、名古屋市千種区内で雑貨商を営んでいた熊沢は、戦災で店を失い、廃業を余儀なくされる。同年、日本が連合国の占領下に入った後、11月にGHQのマッカーサー総司令官あてに請願書を送った。その嘆願書が丸の内郵船ビル総司令部翻訳課の担当中尉と親しい雑誌『ライフ』記者の目に止まった。
翌1946年（昭和21年）1月、アメリカの記者5名とGHQ将校が5時間取材し、その記事は『ライフ』、AP通信、ロイターなどで報道され、日本の新聞各社が彼を熊沢天皇と呼んで取り上げたため、熊沢は一躍有名人となった。彼に取り巻き利益を得ようと集まった支持者は、熊沢のために資金や公邸を提供した。また、熊沢のほか、南朝の天皇を自称する者が数名現れた。
政府当局はこの頃、熊沢天皇の調査を行っているが、それは天皇制批判の自由、言論の自由に対し、不敬罪の適用、天皇制護持を図る当局の態度を示すものであった。しかし、結局のところ熊沢に対して不敬罪の起訴は出来なかったが、その後、1946年（昭和21年）5月19日のプラカード事件では松島松太郎を不敬罪で起訴している。

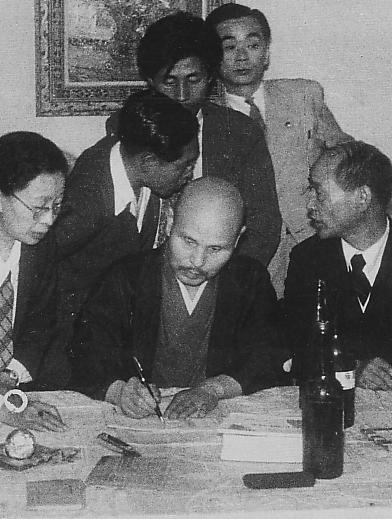
熊沢寛道（1947年）

勢いづいた熊沢は、1946年（昭和21年）5月政治団体「南朝奉戴国民同盟」を設立し、全国各地を遊説して南朝の正系が自分であることを説き、昭和天皇の全国巡幸の後を追い、面会と退位を要求したが拒否される。体制派の歴史学者は熊野宮信雅王の実在を否定し、反熊沢キャンペーンを展開、さらにGHQの昭和天皇利用方針が固まると、世間は熊沢に次第に冷ややかになっていった。
情勢を打開すべく、1947年（昭和22年）3月に政治団体「南朝奉戴国民同盟」の総裁に就任したり、同年10月に正皇党を結成して、党首として選挙で候補者を立てるが失敗した。
なお、この選挙の際、熊沢は有名な竹内文書について、信雅王が先祖から伝承した品や宝物としていたものが盗まれたものだと主張した。これは熊沢の支持者の吉田長蔵が福島県双葉郡葛尾村にある光福寺（後の観福寺）という南朝方の寺から明治中期に虚無僧の斎藤慈教により盗まれた宝を、1920年（大正9年）に天津教の竹内巨麿が古物商から買い取ったと言ったことによる。
1951年（昭和26年）1月、東京地方裁判所に「天皇裕仁（昭和天皇）は正統な南朝天皇から不法に帝位を奪い国民を欺いているのであるから天皇に不適格である」と訴えたが、「天皇は裁判権に服さない」という理由で棄却された（「皇位不適格訴訟」）。
同年9月、サンフランシスコ講和条約が締結されると、人々の熊沢への関心も次第に薄れていった。その後も、折に触れ週刊誌や同人誌のネタとなっていた熊沢は、支持者の家を転々としながら、映画の幕間のアトラクションに登場して、南朝の正当性を訴えるなどの活動を続ける。
1957年（昭和32年）、尊信天皇に自称天皇を譲位し、法皇を自称するようになり、1960年（昭和35年）の第29回衆議院議員総選挙では天皇廃止論を主張したという理由で日本共産党の神山茂夫の支持を表明した。
1966年（昭和41年）6月11日、東坂下の志村橋外科病院にて膵癌のため死去。晩年は池袋の人世横丁に間借りし、著書『日本史の誤りを正す』の編纂に専念していた。

## 著書
- 『大延文叢』（日本国体明徴会、1953年（昭和28年））
- 『南朝と足利天皇血統秘史 : 万世一系はいづこ』（三秘同心会、1962年（昭和37年））